# Jean-Pierre Bosser (général)
Pour les articles homonymes, voir Jean-Pierre Bosser et Bosser.
Jean-Pierre Bosser, né le 14 novembre 1959 à Versailles, est un militaire français. Général d'armée, il est chef d'état-major de l'Armée de terre du 1er septembre 2014 au 30 juillet 2019.

## Biographie

### Formation
Élève du Lycée Militaire de Saint-Cyr, puis de l'École spéciale militaire de Saint-Cyr (promotion Général Lasalle 1979-1981), Jean-Pierre Bosser choisit ensuite l'École d'application de l'infanterie à Montpellier.

### Carrière militaire
Il sert au 8e régiment de parachutistes d’infanterie de marine à Castres à trois reprises, comme chef de section et moniteur parachutiste de 1982 à 1985, officier adjoint puis commandant de compagnie entre 1986 et 1990, et enfin, après avoir été nommé colonel le 1er octobre 2000, en qualité de chef de corps de 2001 à 2003. Jean-Pierre Bosser devient moniteur parachutiste, en particulier au 8e régiment de parachutistes d’infanterie de marine, et participe à une dizaine d'opérations extérieures.
Entre 1982 et 1990, il est projeté au Liban au sein de la Force multinationale de sécurité à Beyrouth à sa création en septembre 1982, au Tchad pour le déclenchement de l’opération Manta en 1983 puis dans le cadre de l’opération Epervier en 1989, en République centrafricaine en 1984 et en 1986, enfin au Gabon en 1990 pour l’évacuation des ressortissants de Port-Gentil. Il effectue également une mission d’assistance militaire technique d’un an comme conseiller du bataillon para-commando de Mauritanie en 1985.
De 1990 à 1992, il occupe le poste de chef du centre opérationnel de l’état-major interarmées du commandement supérieur des Forces armées de Nouvelle-Calédonie (FANC). Enfin, il est engagé à la tête de son régiment au Kosovo dans le cadre de l’opération Trident en 2002, puis en République centrafricaine pour ouvrir l’opération Boali en 2003. Breveté de l’École de guerre en 1996, il sert durant cinq ans au bureau « études générales » de la Direction du personnel militaire de l’armée de terre (DPMAT) avant donc de prendre le commandement du 8e RPIMa. Puis, de 2003 à 2005, il est nommé directeur des formations d’élèves (DFE) des écoles de Saint-Cyr Coëtquidan.
Il rejoint ensuite à nouveau la DPMAT en qualité de chef du bureau « mêlée », puis chef du bureau « études générales ». Nommé général de brigade le 1er août 2007, il devient adjoint au sous-chef d’état-major « ressources humaines » à l’état-major de l'Armée de terre à Paris. Le 1er août 2008, le général Bosser prend le commandement de la 11e brigade parachutiste à Toulouse. Le 1er août 2010, promu général de division, il retrouve l'état-major de l’Armée de terre où il se voit confier les fonctions de sous-chef d’état-major « performance-synthèse ». Élevé au rang et appellation de général de corps d’armée, il devient le 29 novembre 2012, directeur de la protection et de la sécurité de la Défense (DPSD), en étant responsable de l'un des services de renseignement français,.

### Chef d'état-major de l'Armée de terre
Le 9 juillet 2014, Jean-Pierre Bosser est nommé en conseil des ministres chef d'état-major de l'Armée de terre française, fonction la plus élevée de la chaîne de commandement de l’Armée de terre,. Il prend son poste le 1er septembre qui suit, avec élévation aux rang et appellation de général d'armée,.
Considéré comme le général de la « remontée en puissance » de l'Armée de terre, il conçoit son plan stratégique de transformation « Au contact », qui permet notamment de déployer l'opération Sentinelle en quatre jours à la suite des attentats de janvier 2015. Il assure également une augmentation de 12% des effectifs et entraine la modernisation de l'armée à travers le programme « Scorpion » qui prévoit la livraison de nouveaux véhicules blindés (les « Griffons »,), la modernisation des chars Leclerc, le déploiement d'un nouveau système d'information et une refonte de la préparation opérationnelle des forces,. Il mobilise les soldats avec « l'esprit guerrier », « somme de l’aguerrissement, de la haute technologie et des traditions militaires ».
Le général Bosser crée également la Journée nationale des blessés de l'Armée de terre : elle a lieu le 23 juin 2017, le 23 juin 2018 et le 22 juin 2019.
Il fait ses adieux aux armes le jeudi 11 juillet 2019 lors d'une cérémonie dans la cour d'honneur des Invalides, en présence de Jean-Yves Le Drian, ancien ministre de la Défense et ministre de l'Europe et des Affaires étrangères, de Florence Parly, ministre des Armées, de Geneviève Darrieussecq, secrétaire d'État aux Armées, et de nombreuses autres personnalités civiles et militaires. Dans son discours, Florence Parly déclare : « Vous n’êtes pas né général. Mais vous êtes né pour commander. Vous êtes une force tranquille, un homme de confiance, qui sait l’inspirer et la donner. Et c’est à toute l’armée Terre que vous avez redonné confiance ces cinq dernières années ».
Enfin, le 20 juillet 2019, il préside le triomphe des écoles de Saint-Cyr Coëtquidan, cérémonie solennelle de fin de scolarité pour les élèves en dernière année et de réception du nom de baptême pour les nouvelles promotions. A cette occasion, il remet à son successeur, le général Thierry Burkhard, un glaive de commandement, faisant de lui le nouveau « père des traditions au sein de l’armée de Terre »,.

### Carrière dans le milieu civil
En septembre 2019, Jean-Pierre Bosser devient le directeur général de la Fondation Mérieux, qui lutte pour réduire l’impact des maladies infectieuses sur les populations vulnérables,.

## Décorations
|  |  |  |
|  |  |  |
|  |  |  |
|  |  |  |
|  |  |  |
|  |  |  |
|  |  |  |

### Intitulés

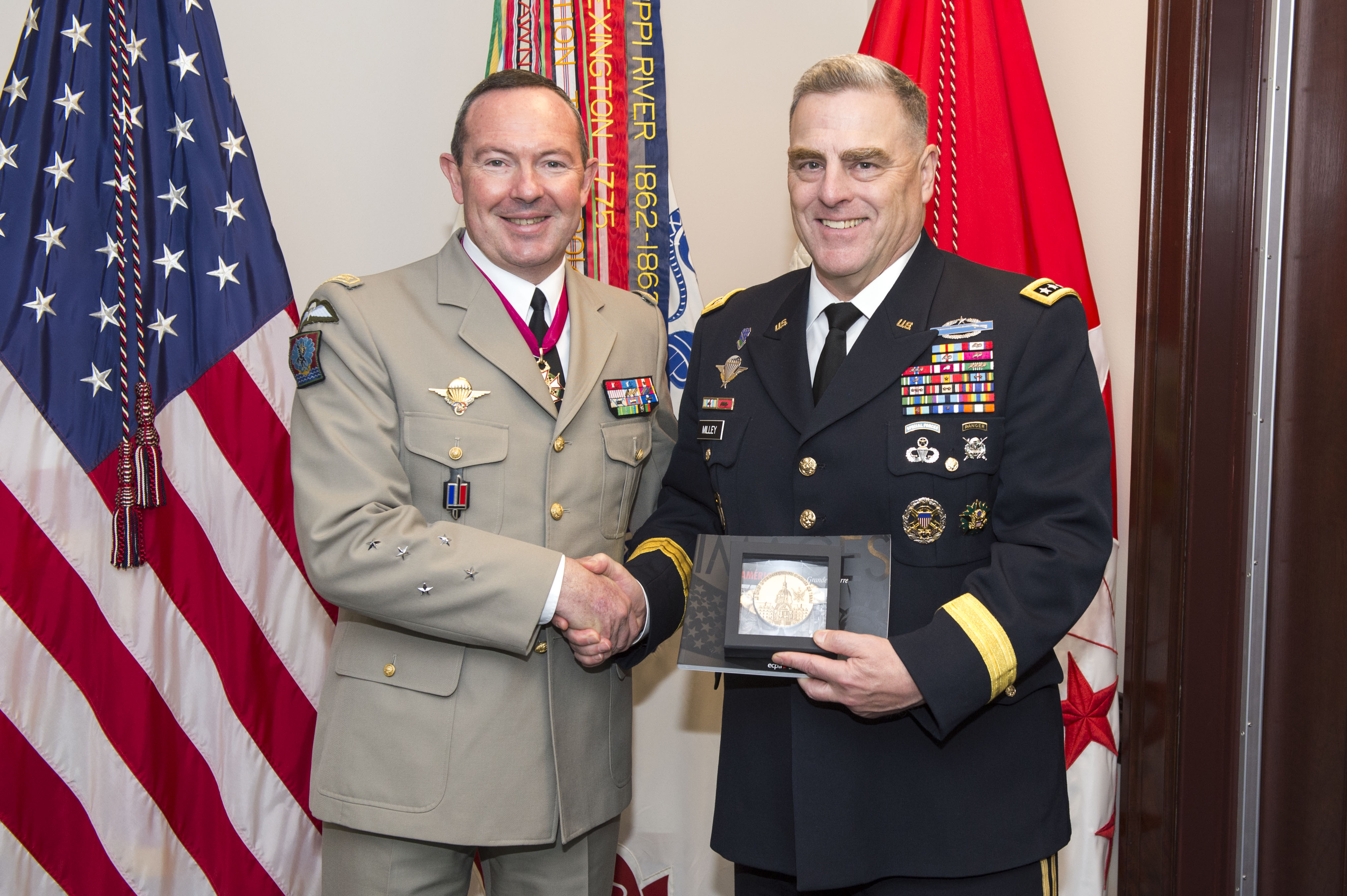
Remise de la Legion of Merit par Mark A. Milley le 1 décembre 2016.

- Grand officier de la Légion d'honneur en 2019[21] (commandeur en 2014[22], officier en 2009[23], chevalier en 1998[24]).
- Commandeur de l'ordre national du Mérite en 2013[25] (officier en 2004[26], chevalier en 1995[27]).
- avec étoile de bronze (citation à l'ordre du régiment).
- Croix du combattant.
- Médaille d'Outre-Mer avec trois agrafes.
- Médaille de la Défense nationale, échelon or avec deux agrafes.
- Médaille de reconnaissance de la Nation avec agrafe.
- Médaille commémorative française avec agrafe.
- Médaille de service au Kosovo, OTAN
- Commandeur de la Legion of Merit (États-Unis) (2016, décoré par le CEMAT américain, le General Mark A. Milley).
- Chevalier de l'ordre du Mérite (Mauritanie).
- Médaille des sports allemands (DOSB) (de), échelon or.
- Croix de commandeur de l'ordre du Mérite (2018, décoré par le CEMAT allemand, le Generalleutnant Jörg Vollmer (de)[28]).
- Médaille de la défense nationale de 1re classe (Portugal).
- Ordre du mérite militaire de 1re classe (Émirats arabes unis).
- Brevet de moniteur parachutiste (BMP).
- Parachutist Badge.